# Лудвиг II фон Зайн-Витгенщайн
Лудвиг II фон Зайн-Витгенщайн-Витгенщайн (на немски: Ludwig II von Sayn-Wittgenstein-Wittgenstein; * 15 март 1571; † 14 септември 1634) от фамилията Зайн-Витгенщайн е граф на Зайн-Витгенщайн-Витгенщайн.
Той е син на граф Лудвиг I фон Зайн-Витгенщайн „Стари“ (1532 – 1605) и втората му съпруга Елизабет фон Золмс-Лаубах (1549 – 1599), дъщеря на граф Фридрих Магнус I Золмс-Лаубах и Агнес фон Вид.
След смъртта на баща му през 1605 г. Лудвиг II и по-големият му полубрат Георг II (1565 – 1631) поделят собственостите. Лудвиг II получава Зайн-Витгенщайн-Витгенщайн, а брат му Георг II получава Зайн-Витгенщайн-Берлебург.

## Фамилия
Лудвиг II се жени на 7 октомври 1598 г. в Берлебург за графиня Елизабет Юлиана фон Золмс-Браунфелс (* 7 май 1578 в Браунфелс; † 16 април 1630), дъщеря на граф Конрад фон Золмс-Браунфелс и графиня Елизабет фон Насау-Диленбург. Те имат 14 деца:
- Лудвиг (1599 – 1624 в дуел в Хага)
- Йохан VIII (1601 – 1657), граф на Зайн във Витгенщайн, Хоенщайн и Фалендар, женен на 30 юни 1627 г. за графиня Анна Августа фон Валдек-Вилдунген (1608 – 1658), дъщеря на граф Христиан фон Валдек-Вилдунген
- Филип (1609)
- Вилхелм (1610)
- Йохан (1611)
- Ото (+ 1630)
- Фридрих Магнус
- Елизабет (1609 – 1641), омъжена 1635 г. за граф Ернст фон Зайн-Витгенщайн-Хомбург († 1649)
- Анна Катарина (1610 – 1690), омъжена във Франкфурт на Майн на 26 октомври 1634 г. за граф Филип VII (VI) фон Валдек-Вилдунген (1613 – 1645)
- Мария Юлиана
- Доротея
- Агнес
- Луиза
- Кристиан